# Transportes Aéreos de Cabo Verde

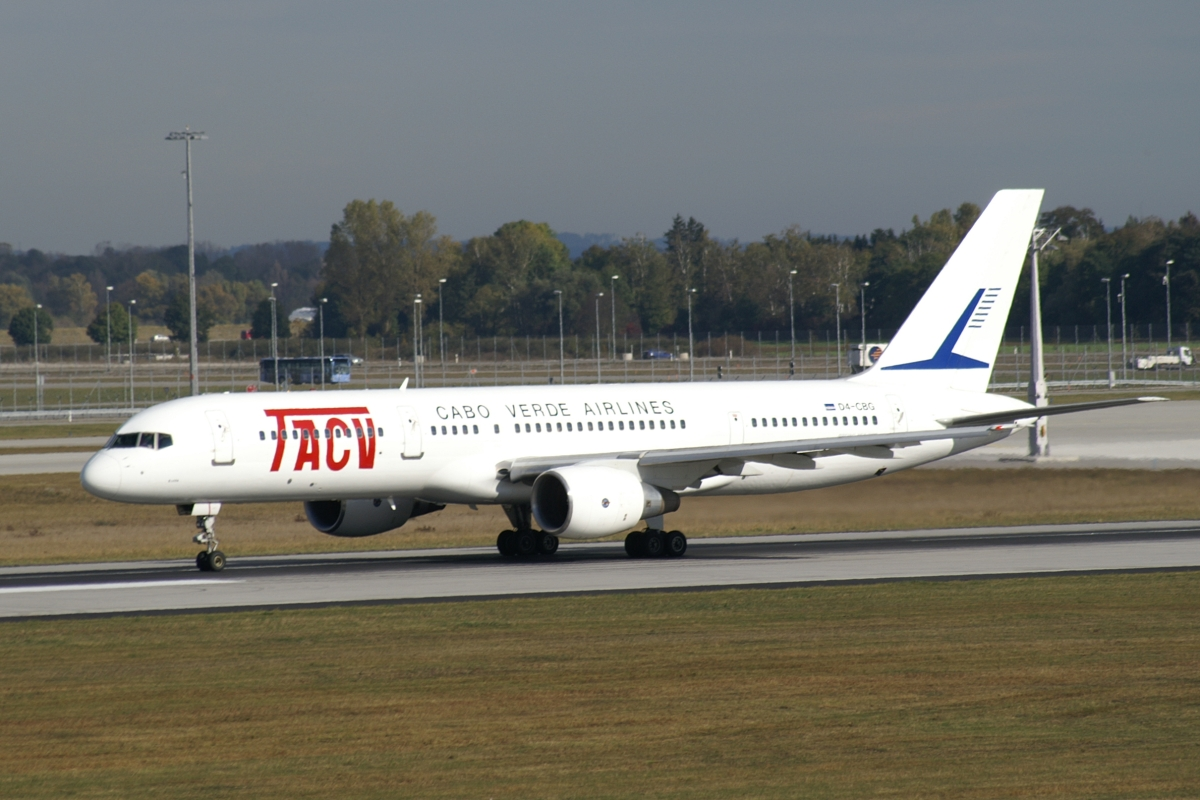
B757

Transportes Aéreos de Cabo Verde (sigla: TACV), também conhecida como Cabo Verde Airlines é uma companhia aérea de voos regulares e fretados, com suas bases de operações no Aeroporto Internacional Amílcar Cabral e  no Aeroporto Internacional da Praia. Desde novembro de 2009 a TACV é membro ativo da IATA.

## História
É a companhia aérea de bandeira da República de Cabo Verde, empresa estatal fundada em 1958, Foi criado a partir da transformação do então «Aeroclub de Cabo Verde» obra do Piloto JOAQUIM RIBEIRO e depois numa empresa pública de transportes aéreos. Até 1984, a operação da TACV abrangia apenas as ligações domésticas para oito das nove ilhas habitadas. A ilha Brava não teve ligação aérea durante este período.
A partir de 1985, a emigração em massa de cabo-verdianos para Portugal, que se iniciou a partir da independência de Cabo Verde em 1975, criaram condições de mercado favoráveis para o início da operação internacional com a abertura da linha Sal–Lisboa–Sal. A partir desta data, a TACV gradualmente conquistou novos mercados, composta pelas rotas domésticas, regionais e internacionais.
Em junho de 2015, a TACV abriu dois novos destinos: Recife e Providence (Estados Unidos), este último em substituição a Boston.
A operação intercontinental abrange linhas regulares para Amsterdão, Lisboa, Paris, Fortaleza, Natal, Recife e Providence. A frota de longo curso é composta por apenas um avião, um Boeing 757-200ER com capacidade de 210 passageiros de registro D4-CBP.
A operação regional abrangeu as linhas regulares para a costa africana, para onde eram realizados voos a partir da cidade da Praia para Dakar. Em junho de 2015 foi reiniciada a ligação a Bissau com voos bisemanais compartilhados com Dakar operados pela aeronave ATR-72.
Em agosto de 2017 a TACV encerrou os voos inter-ilhas, deixando o mesmo a cargo da Binter Cabo Verde e focando apenas nos voos de longo curso, será o primeiro passo da reestruturação da empresa visando sua privatização. A empresa focada apenas nos voos longos será chamada de TACV Internacional.
Em prosseguimento a reestruturação, com o fim da operação do equipamento ATR na empresa, em setembro de 2017 a empresa encerrou os voos regionais para Dakar, no Senegal, e Bissau, na Guiné-Bissau. Estas ligações também ficarão a cargo Binter CV tão logo seja autorizada. A retomada dos voos é prevista inicialmente para Dakar (também destino da matriz Binter Canarias), até o final do ano corrente.
No dia 05 de novembro de 2017 a empresa Icelandair (a nova administradora da TACV) repassou o primeiro Boeing 757-200 para a TACV. Outro igual foi repassado no dia 07/11. Com isso a "nova" TACV reforçará as rotas já existentes, como os voos para Lisboa (que serão diários), além de Fortaleza e Recife (que passará para 4 voos semanais a partir de 03 de dezembro).
Em 2018 a empresa anunciou também um novo Destino Brasileiro: Salvador, que teve início em Fevereiro do mesmo ano,com dois voos por semana.
Em 2019 anunciou o Aumento da frequência de voos para Salvador. Anunciou Também outros destinos: Porto Alegre, Washington, e Lagos, que terão início até Dezembro.
Em 1 de Março de 2020, os voos para Salvador, foram temporariamente interrompidos, devido ao foco da empresa de abrir novas rotas, com a previsão de retorno até 2021. Logo depois, devido a Pandemia de COVID-19, pela primeira vez na história, suspendeu todas as suas rotas.
Em 6 de Julho de 2021, o Estado de Cabo Verde renacionalizou a TACV.

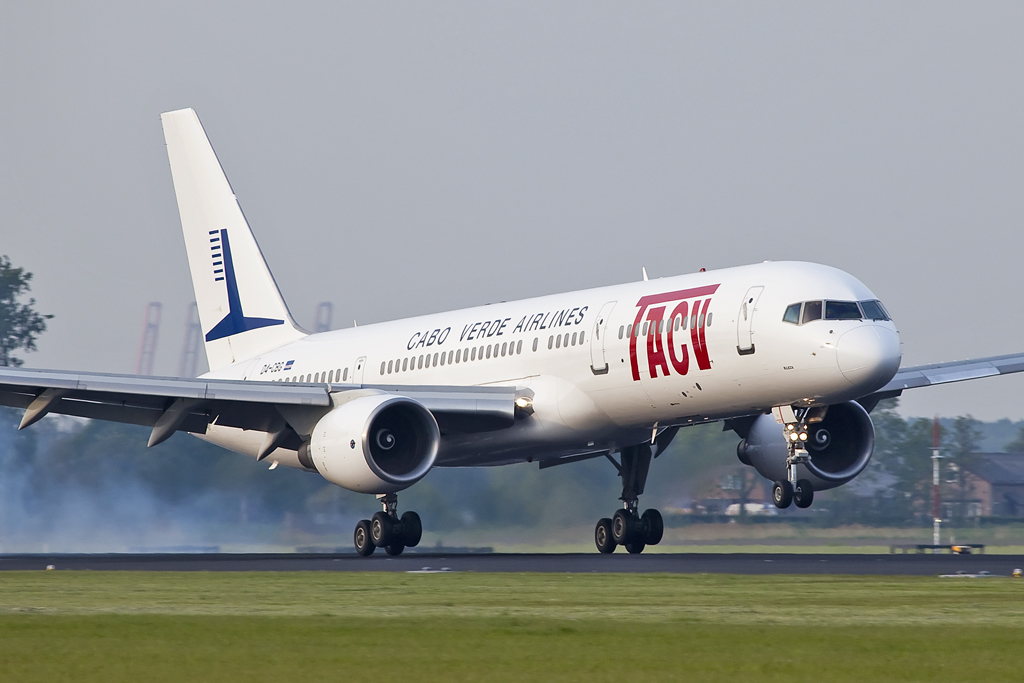
D4-CBG B757

## Frota
É composta por uma aeronave 737-700, registrada como D4-CCI e uma aeronave mais recente, 737 MAX 8, de registro D4-CCJ.

## Acidentes
O voo TACV 5002 foi um voo operado pela TACV que caiu em 7 de agosto de 1999. Devido a problemas técnicos, a aeronave que normalmente serviria a rota do Aeroporto de São Pedro na Ilha de São Vicente, Cabo Verde, para o Aeródromo Agostinho Neto na Ilha de Santo Antão, um De Havilland Canada DHC-6 Twin Otter, foi substituído por um Dornier Do 228 da Guarda Costeira do Cabo Verde.
O avião decolou de São Pedro as 11:42 para Agostinho Neto. Treze minutos após a decolagem, chuva e neblina cobriram Santo Antão, pondo o aeroporto de chegada abaixo dos mínimos de regras de voo visual. Os pilotos decidiram retornar a São Vicente as 11:56. A aeronave sobrevoou a ilha de Santo Antão as 12:02, mas caiu em uma montanha a uma altitude de 1370 metros. O avião pegou fogo, matando todos os 18 passageiros e tripulantes a bordo.

## Incidentes
Em 13 de maio 2015, por volta das 23 horas e 20 minutos, o Boeing 757 da TACV (matrícula D4-CBP) com 96 passageiros a bordo avariou-se no Aeroporto Internacional de Fortaleza, quando aterrava. A avaria foi um dano nos Flaps (componente da asa que apoia a estabilidade e velocidade do voo), que foi detectada pela tripulação. Os 96 passageiros tiveram que aguardar durante uma semana na capital cearense, por não haver uma outra para fazer a rota. O avião avariado, fez o voo de volta para Praia sem passageiros, para concluir a manutenção. Os passageiros só embarcaram de volta para seus destinos oito dias depois, em 21 de maio 2015.